# Robert Meureau
Robert Meureau (Waremme, le 25 octobre 1956) est un homme politique belge, membre du Parti socialiste.

## Carrière politique
Mandat politique exercé antérieurement ou actuellement
- Député wallon et de la Communauté française
- Ancien député fédéral du 23/04/1996  au 04/05/1999